# Denise Brice
Pour les articles homonymes, voir Brice.
Denise Brice, née le 4 juillet 1928 à Ennevelin (Nord) et morte le 7 février 2025 à Annappes,, est une scientifique française du CNRS, paléontologue et professeur d’université.

## Éléments de biographie
La carrière professionnelle de Denise Brice est liée à la Faculté libre de Sciences (aujourd’hui Université catholique de Lille), où elle exerce la fonction de professeur, et au Centre national de la recherche scientifique. Elle soutient sa thèse de doctorat, préparée sous la tutelle de Dorothée Le Maître et consacrée aux brachiopodes dévoniens de l’Afghanistan, en 1970. En 1971, et à nouveau entre 1995 et 1996 elle est présidente de la Société géologique du Nord ; entre 2023 et 2025, elle en devient la présidente d’honneur.

## Travaux scientifiques

### Signification pour l'histoire des sciences
Denise Brise se spécialise dans l’étude des brachiopodes dévoniens. Elle mène des recherches sur le terrain en Arctique canadienne et dans le Boulonnais. Elle est l’éditrice d’une monographie consacrée au Dévonien du Boulonnais. Elle décrit les genres Dichospirifer Brice, 1971,, Enchondrospirifer Brice, 1971,, Eobrachythyris Brice, 1971,, Eodmitria Brice, 1982 et Ellesmererhynchia Brice, 1990.

### Publications choisies
- Étude paléontologique et stratigraphique du Dévonien de l’Afghanistan (1971)[5]
- Brachiopodes du Dévonien inférieur et moyen des Formations de Blue Fiord et Bird Fiord des îles arctiques canadiennes (1982)[7]
- Le Dévonien de Ferques, Bas-Boulonnais (éd.; 1988)[8]
- Stratotype Givétien (coord., 2016)[12]

## Éponymie
Un certain nombre d’espèces fossiles sont nommées en son honneur, dont Dendropora briceae Mistiaen, 1991 (tabulé; Frasnien) et Stenorhynchia briceae García-Alcalde in Truyols-Massoni & Garcia-Alcalde, 1994 (brachiopode; Emsien).